# Microsoft Photosynth
Microsoft Photosynth è stato un software di Microsoft che consentiva di analizzare fotografie digitali e generare un modello tridimensionale delle foto e una nuvola di punti di un oggetto fotografato.
Sviluppato da Microsoft Live Labs e dall'Università del Washington, Photosynth era in grado di ricostruire la scena o l'oggetto ripreso in un ambiente 3D confrontando porzioni di immagini per creare punti, che venivano poi comparati per convertire le immagini in un modello 3D. Gli utenti potevano visualizzare e generare i propri modelli utilizzando uno strumento software che era disponibile per il download sul sito web di Photosynth.

## Storia
Photosynth si basava su Photo Tourism, un progetto realizzato nel 2006 da un team di ricerca dell'Università del Washington. Poco dopo l'acquisizione di Seadragon da parte di Microsoft all'inizio del 2006, lo stesso team di Photo Tourism iniziò a lavorare su Photosynth, sotto la direzione del fondatore di Seadragon Blaise Agüera y Arcas.
Il 9 novembre 2006 Microsoft pubblicò una versione di anteprima gratuita di Photosynth. Gli utenti potevano visualizzare i modelli generati da Microsoft o dalla BBC, ma in quel momento non potevano creare i propri modelli. Il 6 agosto 2007 Microsoft collaborò con la NASA per consentire agli utenti di visualizzare in anteprima la sua tecnologia Photosynth mostrando lo Space Shuttle Endeavour. Il 20 agosto 2007 venne resa disponibile per la visualizzazione un'anteprima che mostrava le piastrelle termiche di Endeavour durante il processo di backflip.
Il 20 agosto 2008 Photosynth venne ufficialmente reso disponibile al pubblico, consentendo agli utenti di caricare le loro immagini e generare i propri modelli.
Nel marzo 2010 Photosynth aggiunse il supporto per i panorami gigapixel realizzati con la tecnica dello stitching in Image Composite Editor. I panorami utilizzavano la tecnologia basata su Seadragon, simile al sistema già utilizzato nei sintetizzatori.
Il 4 novembre 2016 Microsoft annunciò l'intenzione di chiudere il sito web e i servizi di Photosynth; la disattivazione avvenne ufficialmente il 6 febbraio 2017. Parallelamente Mapillary, una piattaforma di imaging a livello stradale in crowdsourcing, contattò la comunità virtuale di Photosynth con un post sul blog Photosynth-to-Mapillary.
Il 20 dicembre 2017 Photosynth venne reintegrato come funzionalità all'interno dell'app Microsoft Pix.
Nello sviluppo del videogioco del 2020 Microsoft Flight Simulator la tecnologia di Photosynth venne recuperata per ricreare edifici e terreni provenienti da tutto il mondo.

## Caratteristiche
La tecnologia Photosynth funzionava in due fasi. Il primo passo prevedeva l'analisi di più fotografie scattate nella stessa zona. Ogni fotografia veniva elaborata utilizzando un algoritmo di rilevamento e corrispondenza dei punti di interesse sviluppato da Microsoft Research, con le fotografie simili per la componente di trasformazione invariante rispetto alla scala sviluppata dall'Università della Columbia Britannica. Questo processo individua caratteristiche specifiche, ad esempio l'angolo del telaio di una finestra o la maniglia di una porta. Le caratteristiche di una fotografia sono quindi confrontate con le stesse caratteristiche delle altre fotografie. Le foto che condividono dei particolari vengono collegate tra di loro in una sorta di ragnatela 3D, così che le fotografie delle stesse zone vengano individuate. Analizzando la posizione delle corrispondenti caratteristiche all'interno di ogni fotografia, il programma è in grado di identificare quali fotografie deve affiancare, e da che parte, alle altre. La posizione 3D dei vari particolari viene calcolata in maniera simile a quanto accade nella percezione della profondità dell'occhio umano; il sistema è in grado di estrarre le posizioni della macchina fotografica e le direzioni di scatto, e in funzione di questi valori genera una struttura multidimensionale. In definitiva, si tratta di un'illusione ottica che sfrutta il rapporto fisso fra i punti spaziali di uno stesso oggetto e il senso di prospettiva. Analizzando le sottili differenze nelle relazioni tra le caratteristiche (angolo, distanza ecc.), il programma individua la posizione 3D di ciascun elemento, così come la posizione e l'angolo dal quale ogni fotografia è stata scattata. Questo processo è noto scientificamente come bundle adjustment ed è comunemente utilizzato nel campo della fotogrammetria, con prodotti analoghi come Imodeller, D-Sculptor e Rhinoceros. Questo primo passo era estremamente impegnativo dal punto di vista computazionale, ma doveva essere eseguito solo una volta su ogni serie di fotografie.
La seconda fase prevedeva la visualizzazione e la navigazione attraverso la nuvola di punti tridimensionale delle caratteristiche identificate nella prima fase. Questo veniva fatto con il visualizzatore Photosynth che era scaricabile pubblicamente. L'utente accedeva attraverso un computer client e manteneva una connessione ad un server che memorizzava le fotografie originali. Ciò consentiva, tra le altre cose, di vedere una qualsiasi delle fotografie dal loro punto di vista originale ed incorporava la tecnologia DeepZoom ottenuta da Microsoft attraverso l'acquisizione di Seadragon nel gennaio 2006. La tecnologia Seadragon consentiva uno zoom fluido in fotografie ad alta risoluzione senza doverle scaricare sul computer dell'utente.
Il software di visualizzazione Direct 3D basato su Photosynth era disponibile solo per i sistemi operativi Windows 7, Windows Vista e Windows XP. Tuttavia, il team pubblicò una versione in Silverlight del visualizzatore che prese il posto del visualizzatore D3D come opzione principale per visualizzare i sintetizzatori fotografici.
Le principali funzionalità offerte da Photosynth erano le seguenti:
- "Passeggiata" o "volo" attraverso una scena per vedere le foto da qualsiasi angolo
- Zoom di elevata qualità di una foto
- Visione delle immagini considerate in relazione l'una con l'altra
- Cambio agevole dell'angolo di visualizzazione tra foto vicine
- Reperimento foto simili a quella correntemente visualizzata
- Invio foto

## Utilizzo
Photosynth installava sul computer due programmi: un uploader per caricare le foto sui server Microsoft e dei plugin per poterle visualizzare su un browser. Per accedere al programma occorreva un Windows Live ID e la creazione il profilo, dopodiché si potevano caricare le foto (la cui visibilità era pubblica) sfruttando uno spazio gratuito di 20 GB.
Su Photosynth potevano essere caricate fotografie scattate con qualsiasi normale fotocamera digitale o telefono cellulare. Gli utenti avevano la possibilità di geotaggare i propri scatti digitali su siti come Flickr e quindi caricarli sul servizio web online di Photosynth. Le immagini caricate su Photosynth offrivano alle persone la possibilità di visualizzare senza problemi punti di riferimento, spazi pubblici e oggetti da tutti i lati.

## App mobili
A partire da marzo 2009 le raccolte Photosynth caricate dagli utenti erano disponibili per la visualizzazione su iPhone utilizzando iSynth (3D) o Seadragon Mobile (solo 2D). L'applicazione Photosynth era disponibile anche sull'App Store per il download su iPod Touch ed iPhone. Nel maggio 2012 Microsoft pubblico un'app mobile di Photosynth per la sua piattaforma Windows Phone.
Il 10 luglio 2015 Microsoft annunciò il ritirò delle app mobili di Photosynth, nonché la cessazione del loro supporto e del loro aggiornamento.

## Nei media
- Il 30 aprile 2008 Photosynth è apparso nell'episodio Ammissioni della serie televisiva CSI: New York.[19]
- La CNN ha utilizzato Photosynth per una visione 3D fornita dagli utenti dell'insediamento presidenziale di Barack Obama come presidente degli Stati Uniti.[20]
- Photosynth venne utilizzato e pubblicizzato nel sito web del concorso "Path of Illumination" del film Angeli e demoni.[21]
- Nella copertura di MSN del 70º anniversario della vittoria della RAF nella battaglia d'Inghilterra, è stato ricostruito tramite Photosynth un hangar di alcuni degli aerei da combattimento della battaglia.[22] Una serie di Photosynth è stata creata anche per l'Imperial War Museum Duxford in modo che gli utenti del web possano sperimentare gli aerei da vicino da una serie di angolazioni.[23]